# Манојло Лазаревић
Манојло Лазаревић (Крагујевац, 1. август 1875 — Београд, 8. октобар 1943) био је српски правник и  управник града Београда у периодима 4. август 1912 — 9. септембар 1918. и 24. септембар 1919 — 27. децембар 1934.

## Биографија
Рођен је у Крагујевцу од оца Лазара и мајке Милеве рођене Николић. Завршио је Правни факултет у Београду 1896. године. Постао је 1903. године начелник среза сврљшишког, заглавачког и поморавског. Од 1907. био је члан Управе града Београда, а од 1908. начелник округа у Смедереву, Ћуприји и Врању. Био је шеф београдске полиције (управник града Београда) 1912-1918 и 1919-1934. Пензионисан је 27. децембра 1934.
Био је ожењен Ристосијом, рођеном Трајчевић, са којом је имао два сина: Димитрије (1907) и Родољуб (1909).